# Flexibilidade

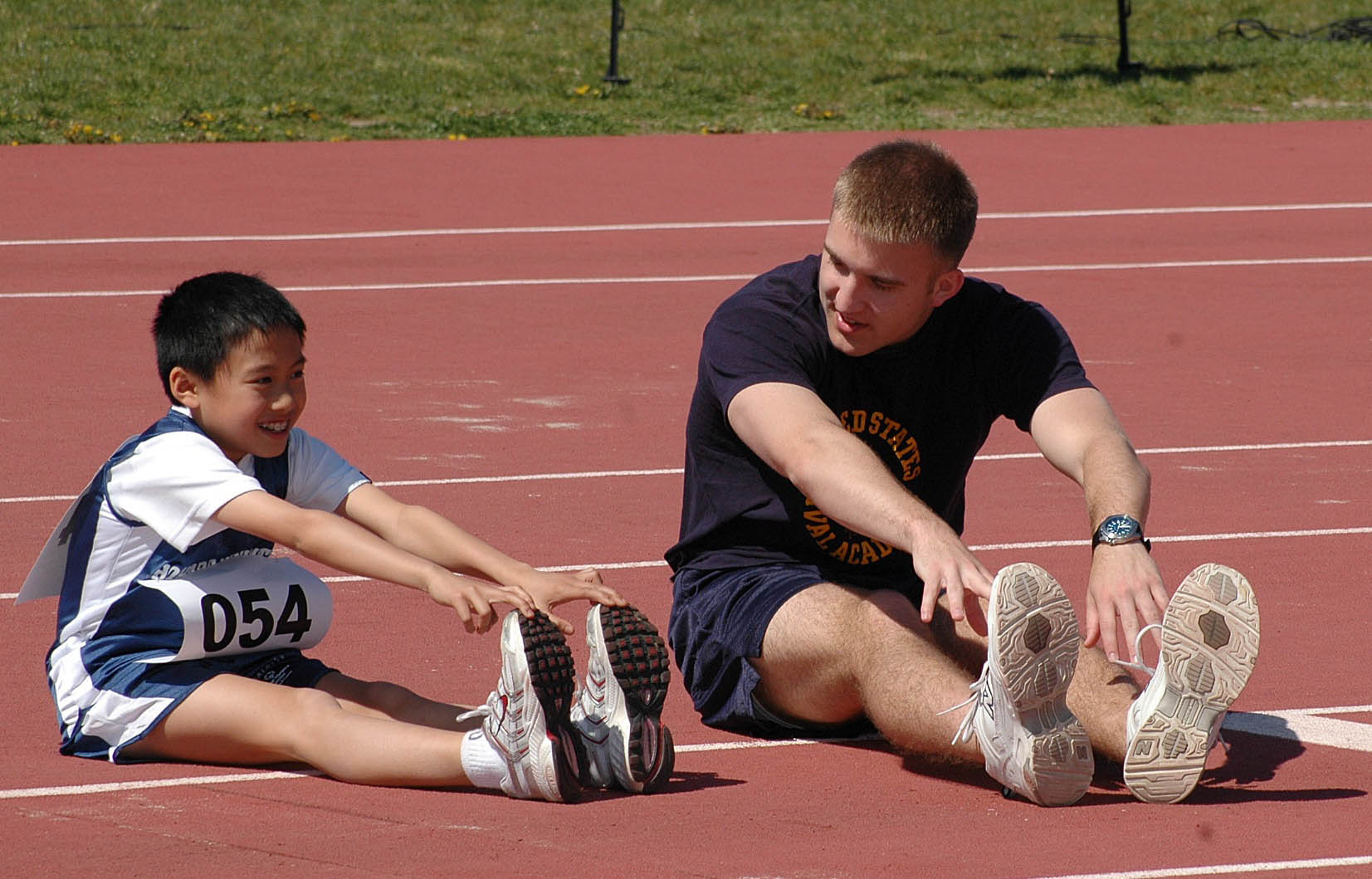
Exercícios de alongamento podem aumentar a flexibilidade.

Flexibilidade pode ser definida como a capacidade de a estrutura muscular esquelética se estender, sem danos, ferimentos ou lesões e com ampla movimentação numa articulação ou grupos de articulações como a capacidade de uma articulação mover-se com facilidade em sua amplitude de movimento. Embora exista vasta literatura científica sobre o assunto, ainda não há consenso quanto a definição precisa da flexibilidade e outras definições podem ser encontradas.
A flexibilidade não se apresenta de modo uniforme nas diversas articulações e nos movimentos corporais, sendo comum, em um dado indivíduo, que sua amplitude máxima seja boa para determinados movimentos e limitada para outros.

## Tipos de flexibilidade

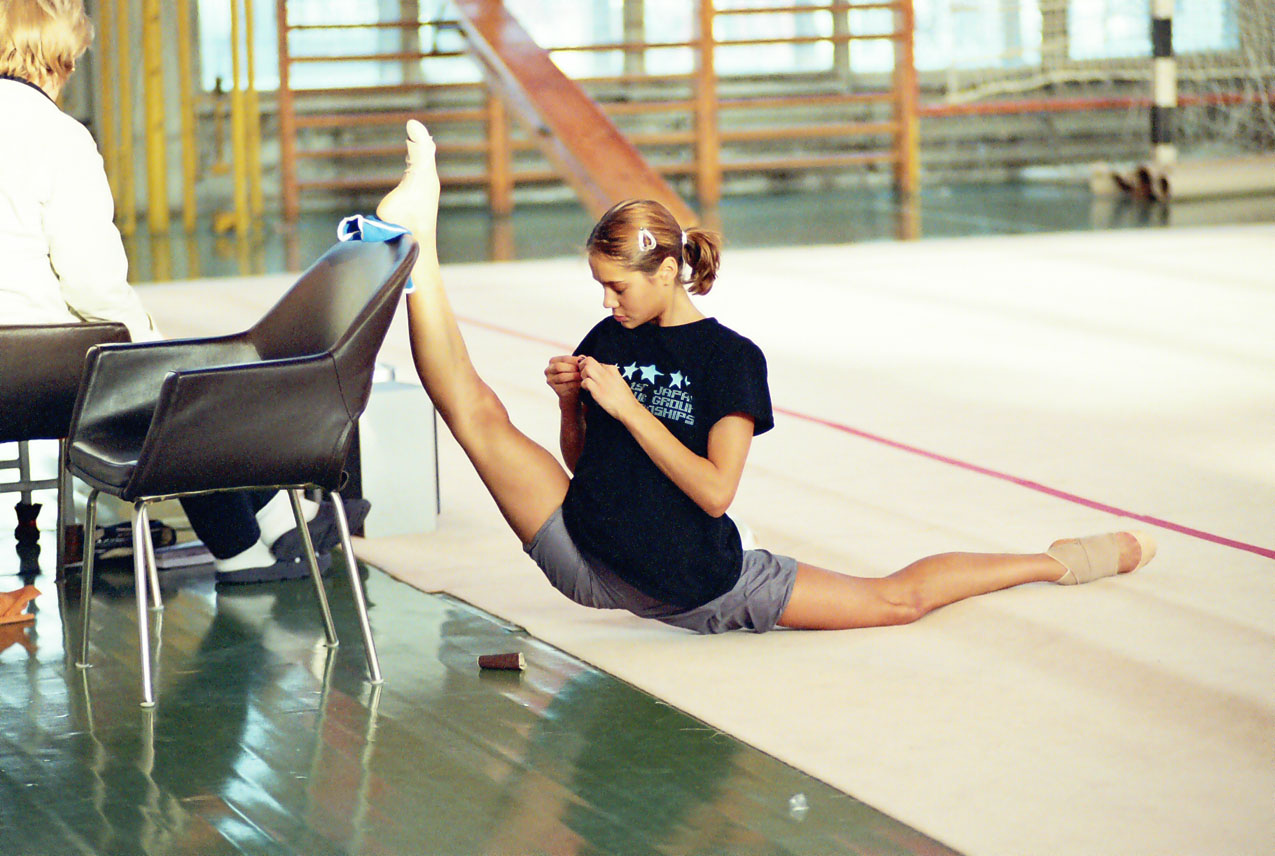
Um oversplit da ginasta Irina Tchachina. Demonstração de flexibilidade passiva.

### Flexibilidade ativa
Flexibilidade ativa é a maior amplitude de movimento alcançada usando apenas a contração dos músculos agonistas e sinergistas, enquanto os antagonistas são alongados. O desenvolvimento deste tipo de flexibilidade pode ser mais difícil pois requer a flexibilidade passiva para assumir a posição inicial e da contração dos músculos agonistas para mantê-la. Algumas atividades que necessitam o desenvolvimento deste tipo de flexibilidade são: Ginástica rítmica, Ginástica olímpica, ballet, Artes marciais, entre outras.[carece de fontes?]

### Flexibilidade passiva
Flexibilidade passiva é a maior amplitude de movimento que se pode assumir utilizando forças externas, por exemplo: peso do corpo, a ajuda de um parceiro, o uso de aparelhos, entre outros. sobre flexibilidade. A flexibilidade passiva é sempre maior que a flexibilidade ativa, e a diferença entre as duas é chamada de "reserva de movimentos".

## Manutenção e aprimoramento
Alongamentos são exercícios destinados a manutenção e aprimoramento da flexibilidade. Existem vários métodos de exercícios alongamento, entre eles podemos citar: [carece de fontes?]
- Alongamento ativo (estático e dinâmico);
- Alongamento passivo (estático e dinâmico); e
- Alongamento com a combinação dos dois métodos acima.

## Fatores que afetam a flexibilidade

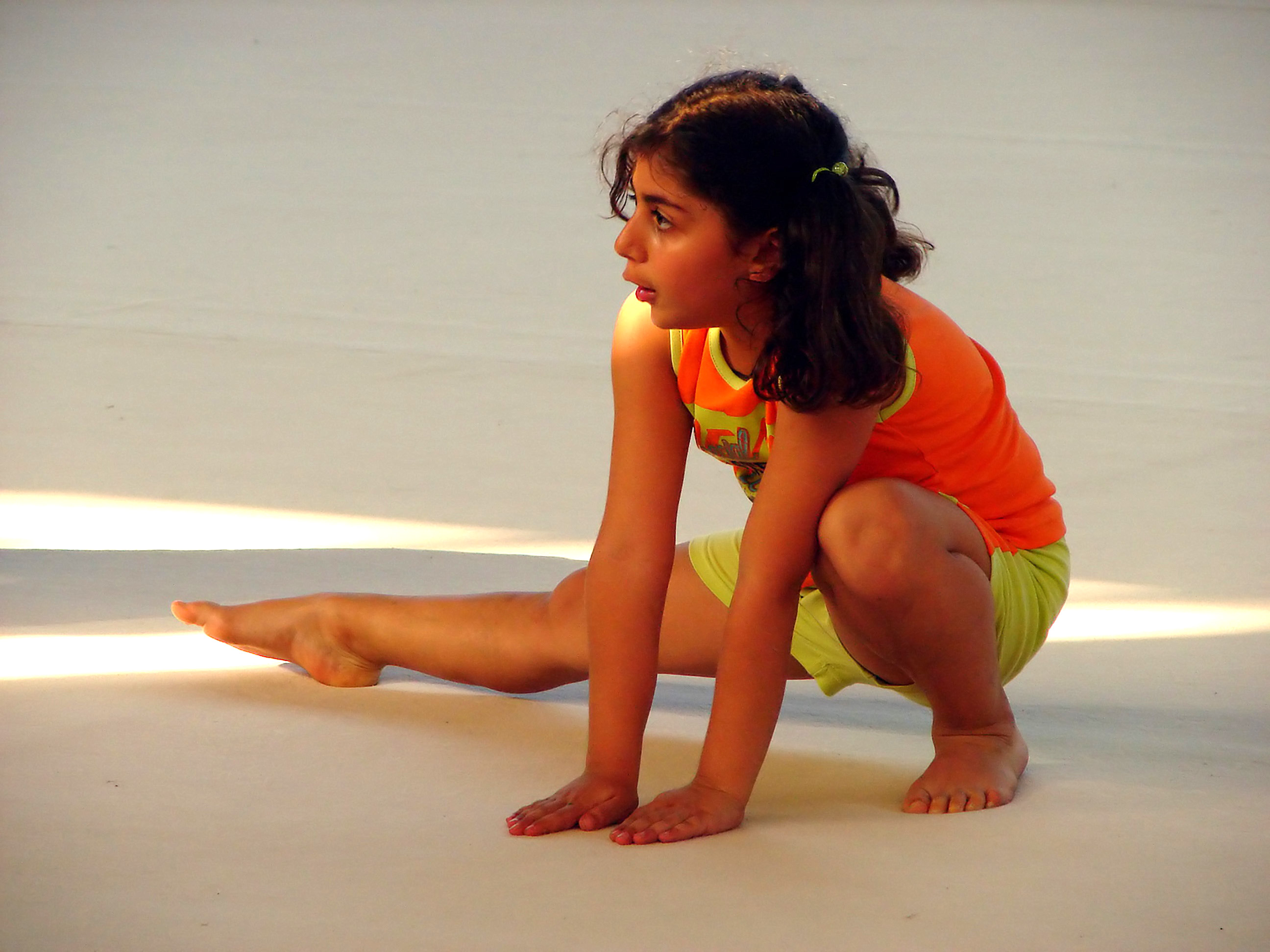
A idade é um fator que influencia a flexibilidade. Entre 13 e 15 anos ela atinge seu valor máximo.

Vários fatores como idade, sexo, estrutura articular, ligamentos, tendões, músculos, pele, lesões, tecido adiposo, temperatura corporal e temperatura ambiente podem influenciar a flexibilidade e, consequentemente, a amplitude dos movimentos.[carece de fontes?]
Tecido conjuntivo
Quando o músculo alonga, o tecido conjuntivo adjacente fica mais tenso. Além disso, o tipo de tecido desempenha um papel importante na rigidez de uma articulação. Tendões, ligamentos, cápsulas articulares podem ter uma melhora muito limitada na capacidade de alongamento.
Estrutura articular
A flexibilidade por ser afetada pela forma e a direção dos ossos que, por motivos genéticos, são anatomicamente diferentes de indivíduo para indivíduo. Uma melhora da capacidade articular pode ser induzida, de maneira limitada, pelo treinamento intenso.
Massa muscular
Quando muito desenvolvida (como em um fisiculturista), a massa muscular por ser um fator de limitação mecânica. No entanto, isto não afeta a capacidade de alongamento do músculo. A força e a flexibilidade são compatíveis e não eliminam um ao outro.
Idade
Na transição entre a infância e a adolescência a flexibilidade apresenta o seu valor máximo. Por isto, em esportes como Ginástica olímpica, que dependem de uma flexibilidade ótima, os atletas já alcançam o alto nível nesta idade. A musculatura apresenta alterações em função do avançar da idade, como a perda de água e elasticidade dos tecidos, refletindo na perda de capacidade de alongamento muscular. O treinamento regular não é capaz de evitar esta perda fisiológica, mas pode retardá-la até certo ponto.
Sexo
O sexo feminino apresenta maior capacidade de alongamento e elasticidade da musculatura, ligamentos e tendões. Isto pode ser explicado por diferenças na composição corporal, retenção de líquidos e nas diferenças hormonais.[carece de fontes?]
Temperatura
A temperatura ambiente, a temperatura corporal geral e a temperatura muscular específica influem na flexibilidade. A flexibilidade muscular pode aumentar cerca de 20% sob boas condições de aquecimento. Por este motivo, os exercícios de alongamento devem ser realizados após um bom aquecimento, como corrida leve ou exercícios calistênicos.

## Benefícios
Embora o aprimoramento e manutenção de uma boa amplitude de movimento ajuda a melhorar a qualidade de vida e auxilia no desempenho esportivo, a flexibilidade é um componente frequentemente negligenciado em um programa de condicionamento físico. Entre alguns benefícios, podemos citar:
- Profilaxia de lesões;
- Profilaxia postural, profilaxia de desequilíbrio muscular;
- Otimização das capacidades motoras condicionantes e coordenativas;

## Testes de flexibilidade
Diversos testes foram propostos para a avaliação deste componente da aptidão física, dentre os quais podemos citar: [carece de fontes?]
- Teste de Leighton
- Goniometria
- Teste de Beighton-Hóran
- Teste de "Sentar e Alcançar"[4]

Um dos métodos mais aplicados em avaliação da aptidão física em flexibilidade é o teste de "sentar e alcançar".